# Championnat de Russie de football de troisième division 1993
Navigation
Édition précédente Édition suivante
La saison 1993 de la Vtoraïa Liga est la deuxième édition de la troisième division russe. Elle prend place du 3 avril au 8 novembre 1993.
Cent-vingt-trois clubs du pays sont divisés en sept zones contenant entre treize et vingt-deux équipes chacune, où ils s'affrontent deux fois, à domicile et à l'extérieur. Du fait de la réforme de l'organisation du football russe pour la saison 1994, qui implique notamment la création d'une quatrième division professionnelle et le passage de la deuxième division à une poule unique, la très grande majorité des clubs de la troisième division sont relégués à l'issue de la saison tandis qu'aucun n'en est promu.

## Compétition

### Règlement
Le classement est établi sur le barème de points suivant : deux points pour une victoire, un pour un match nul et aucun pour une défaite. Pour départager les équipes à égalité de points, les critères suivants sont utilisés :
1. Nombre de matchs gagnés
2. Confrontations directes (points, matchs gagnés, différence de buts, buts marqués, buts marqués à l'extérieur)
3. Différence de buts générale
4. Buts marqués (général)
5. Buts marqués à l'extérieur (général)

### Zone 1
Dans la zone 1, les quatorze équipes s'affrontent par deux fois avant d'être divisées en deux groupes de sept équipes qui s'affrontent à nouveau deux fois pour déterminer le classement final.

#### Participants
Légende des couleurs
- Promu de quatrième division

| Club                     | D3 depuis | Classement 1992 |
| ------------------------ | --------- | --------------- |
| Kavkazkabel Prokhladny   | 1992      | 4               |
| Anji Makhatchkala        | 1992      | 5               |
| Avtozaptchast Baksan     | 1992      | 5 (zone 2)      |
| Kaspi Kaspiisk           | 1992      | 7               |
| Machouk Piatigorsk       | 1992      | 8               |
| Volgar Astrakhan         | 1992      | 9 (zone 2)      |
| Bechtaou Lermontov       | 1992      | 10              |
| Droujba Boudionnovsk     | 1992      | 12              |
| Cherstianik Nevinnomyssk | 1992      | 12 (zone 2)     |
| Astrateks Astrakhan      | 1992      | 13              |
| Urartu Grozny            | 1992      | 16              |
| Iriston Vladikavkaz      | 1993      | 1 (D4, zone 8)  |
| Baïsatchnr Elista        | 1993      | 2 (D4, zone 5)  |
| Dinamo Makhatchkala      | 1993      | Inscription     |

#### Première phase
| Rang | Équipe                   | Pts | J  | G  | N | P  | Bp | Bc  | Diff |
| ---- | ------------------------ | --- | -- | -- | - | -- | -- | --- | ---- |
| 1    | Anji Makhatchkala        | 43  | 26 | 21 | 1 | 4  | 80 | 16  | +64  |
| 2    | Avtozaptchast Baksan     | 36  | 26 | 17 | 2 | 7  | 45 | 32  | +13  |
| 3    | Iriston Vladikavkaz P    | 34  | 26 | 16 | 2 | 8  | 44 | 36  | +8   |
| 4    | Kavkazkabel Prokhladny   | 33  | 26 | 15 | 3 | 8  | 51 | 29  | +22  |
| 5    | Dinamo Makhatchkala P    | 32  | 26 | 15 | 2 | 9  | 47 | 33  | +14  |
| 6    | Droujba Boudionnovsk     | 31  | 26 | 13 | 5 | 8  | 55 | 30  | +25  |
| 7    | Volgar Astrakhan         | 29  | 26 | 13 | 3 | 10 | 32 | 25  | +7   |
| 8    | Astrateks Astrakhan      | 26  | 26 | 11 | 4 | 11 | 36 | 33  | +3   |
| 9    | Cherstianik Nevinnomyssk | 24  | 26 | 11 | 2 | 13 | 50 | 44  | +6   |
| 10   | Baïsatchnr Elista P      | 19  | 26 | 9  | 1 | 16 | 35 | 47  | -12  |
| 11   | Kaspi Kaspiisk           | 19  | 26 | 9  | 1 | 16 | 29 | 102 | -73  |
| 12   | Bechtaou Lermontov       | 18  | 26 | 8  | 2 | 16 | 36 | 52  | -16  |
| 13   | Machouk Piatigorsk       | 18  | 26 | 7  | 4 | 15 | 24 | 40  | -16  |
| 14   | Urartu Grozny            | 2   | 26 | 0  | 2 | 24 | 15 | 104 | -89  |

Qualifications
- 1er à 7e : groupe 1
- 8e à 14e : groupe 2

Abréviations
- P : Promu de quatrième division

#### Deuxième phase
L'intégralité des statistiques de la première phase (points, buts inscrits/encaissés) sont rapportées dans la deuxième phase.

##### Groupe 1
| Rang | Équipe                 | Pts | J  | G  | N | P  | Bp | Bc | Diff |
| ---- | ---------------------- | --- | -- | -- | - | -- | -- | -- | ---- |
| 1    | Anji Makhatchkala      | 55  | 38 | 27 | 1 | 10 | 98 | 31 | +67  |
| 2    | Kavkazkabel Prokhladny | 47  | 38 | 22 | 3 | 13 | 69 | 43 | +26  |
| 3    | Dinamo Makhatchkala P  | 47  | 38 | 22 | 3 | 13 | 70 | 51 | +19  |
| 4    | Iriston Vladikavkaz P  | 47  | 38 | 21 | 5 | 12 | 62 | 55 | +7   |
| 5    | Avtozaptchast Baksan   | 46  | 38 | 21 | 4 | 13 | 61 | 57 | +4   |
| 6    | Droujba Boudionnovsk   | 44  | 38 | 19 | 6 | 13 | 78 | 48 | +30  |
| 7    | Volgar Astrakhan       | 36  | 38 | 15 | 6 | 17 | 50 | 50 | 0    |

Qualifications
- 5e à 7e : relégation

Abréviations
- P : Promu de quatrième division

##### Groupe 2
| Rang | Équipe                   | Pts | J  | G  | N | P  | Bp | Bc  | Diff |
| ---- | ------------------------ | --- | -- | -- | - | -- | -- | --- | ---- |
| 1    | Astrateks Astrakhan      | 45  | 38 | 19 | 7 | 12 | 70 | 47  | +23  |
| 2    | Cherstianik Nevinnomyssk | 41  | 38 | 18 | 5 | 15 | 67 | 53  | +14  |
| 3    | Baïsatchnr Elista P      | 33  | 38 | 16 | 1 | 21 | 57 | 64  | -7   |
| 4    | Kaspi Kaspiisk           | 28  | 38 | 13 | 2 | 23 | 41 | 84  | -43  |
| 5    | Bechtaou Lermontov       | 26  | 38 | 11 | 4 | 23 | 52 | 72  | -20  |
| 6    | Machouk Piatigorsk       | 26  | 38 | 10 | 6 | 22 | 34 | 59  | -25  |
| 7    | Urartu Grozny            | 11  | 38 | 4  | 3 | 31 | 33 | 128 | -95  |

Qualifications
- 1er à 7e : relégation

Abréviations
- P : Promu de quatrième division

### Zone 2

#### Participants
Légende des couleurs
- Relégué de deuxième division

| Club                      | D3 depuis | Classement 1992 |
| ------------------------- | --------- | --------------- |
| Atommach Volgodonsk       | 1993      | 16 (D2, Centre) |
| Saliout Belgorod          | 1993      | 16 (D2, Ouest)  |
| SKA Rostov                | 1992      | 3               |
| Khimik Beloretchensk      | 1992      | 3 (zone 1)      |
| Chakhtior Chakhty         | 1992      | 4               |
| Zvezda-Rus Gorodichtche   | 1992      | 6               |
| Kouban Baranikovski       | 1992      | 6 (zone 1)      |
| Torpedo Armavir           | 1992      | 9 (zone 1)      |
| Avangard Koursk           | 1992      | 10              |
| Niva Slaviansk            | 1992      | 14 (zone 1)     |
| Venets Goulkevitchi       | 1992      | 15 (zone 1)     |
| Metallourg Krasny Souline | 1992      | 17              |
| Torpedo Adler             | 1992      | 17 (zone 1)     |
| Rotor-d Volgograd         | 1992      | 18              |
| Rostselmach-d Rostov      | 1992      | 20              |
| Istotchnik Rostov         | 1993      | Fondation       |
| Kolos-d Krasnodar         | 1993      | Fondation       |

#### Classement
| Rang | Équipe                    | Pts | J  | G  | N | P  | Bp | Bc | Diff |
| ---- | ------------------------- | --- | -- | -- | - | -- | -- | -- | ---- |
| 1    | Saliout Belgorod R        | 46  | 30 | 20 | 6 | 4  | 66 | 25 | +41  |
| 2    | Zvezda-Rus Gorodichtche   | 45  | 30 | 19 | 7 | 4  | 59 | 25 | +34  |
| 3    | Rotor-d Volgograd         | 43  | 30 | 19 | 5 | 6  | 59 | 25 | +34  |
| 4    | Venets Goulkevitchi       | 40  | 30 | 19 | 2 | 9  | 55 | 38 | +17  |
| 5    | Istotchnik Rostov P       | 37  | 30 | 16 | 5 | 9  | 49 | 29 | +20  |
| 6    | Avangard Koursk           | 31  | 30 | 15 | 1 | 14 | 44 | 59 | -15  |
| 7    | Kouban Baranikovski       | 31  | 30 | 14 | 3 | 13 | 46 | 33 | +13  |
| 8    | Chakhtior Chakhty         | 30  | 30 | 12 | 6 | 12 | 37 | 37 | 0    |
| 9    | Torpedo Armavir           | 27  | 30 | 12 | 3 | 15 | 33 | 45 | -12  |
| 10   | Niva Slaviansk            | 26  | 30 | 11 | 4 | 15 | 45 | 47 | -2   |
| 11   | Khimik Beloretchensk      | 26  | 30 | 10 | 6 | 14 | 43 | 42 | +1   |
| 12   | SKA Rostov                | 25  | 30 | 12 | 1 | 17 | 45 | 47 | -2   |
| 13   | Metallourg Krasny Souline | 23  | 30 | 9  | 5 | 16 | 22 | 49 | -27  |
| 14   | Atommach Volgodonsk R     | 21  | 30 | 9  | 3 | 18 | 38 | 52 | -14  |
| 15   | Rostselmach-d Rostov      | 17  | 30 | 7  | 3 | 20 | 34 | 67 | -33  |
| 16   | Kolos-d Krasnodar P       | 12  | 30 | 4  | 4 | 22 | 20 | 75 | -55  |
| 17   | Torpedo Adler             | 0   | 0  | 0  | 0 | 0  | 0  | 0  | 0    |

Relégation en quatrième division
- 3e et 5e à 16e : relégation
- 17e : abandon

Abréviations
- R : Relégué de deuxième division
- P : Promu de quatrième division

1. ↑  En tant qu'équipe réserve, la réserve du Rotor Volgograd est reléguée en quatrième division à l'issue de la saison.
2. ↑  Le Torpedo Adler se retire de la compétition à l'issue de la huitième journée. L'intégralité de ses résultats sont annulés.

### Zone 3

#### Participants
Légende des couleurs
- Promu de quatrième division

| Club                     | D3 depuis | Classement 1992  |
| ------------------------ | --------- | ---------------- |
| Khimik Dzerjinsk         | 1992      | 4 (zone 4)       |
| Torpedo Arzamas          | 1992      | 5 (zone 4)       |
| Arsenal Toula            | 1992      | 7 (zone 2)       |
| Irguiz Balakovo          | 1992      | 11 (zone 2)      |
| Torpedo Pavlovo          | 1992      | 11 (zone 4)      |
| Tekstilchtchik Icheïevka | 1992      | 11 (zone 5)      |
| Iskra Smolensk           | 1992      | 12 (zone 4)      |
| Zénith Penza             | 1992      | 13 (zone 4)      |
| Dinamo Briansk           | 1992      | 14 (zone 2)      |
| Tourbostroïtel Kalouga   | 1992      | 15 (zone 2)      |
| Saranskeksport Saransk   | 1992      | 16 (zone 5)      |
| FK Orel                  | 1992      | 19 (zone 2)      |
| Spartak Tambov           | 1992      | 21 (zone 2)      |
| Kristall Smolensk        | 1993      | 1 (D4, zone 7 A) |
| Khimik Ouvarovo          | 1993      | 2 (D4, zone 7 B) |
| Zavoljié Engels          | 1993      | 3 (D4, zone 5)   |
| Metallourg Stary Oskol   | 1993      | Inscription      |
| Don Novomoskovsk         | 1993      | Refondation      |

#### Classement
| Rang | Équipe                   | Pts | J  | G  | N  | P  | Bp | Bc | Diff |
| ---- | ------------------------ | --- | -- | -- | -- | -- | -- | -- | ---- |
| 1    | Torpedo Arzamas          | 52  | 34 | 22 | 8  | 4  | 60 | 21 | +39  |
| 2    | Arsenal Toula            | 49  | 34 | 21 | 7  | 6  | 58 | 15 | +43  |
| 3    | Irguiz Balakovo          | 47  | 34 | 19 | 9  | 6  | 58 | 26 | +32  |
| 4    | Saranskeksport Saransk   | 43  | 34 | 19 | 5  | 10 | 44 | 37 | +7   |
| 5    | Kristall Smolensk P      | 42  | 34 | 16 | 10 | 8  | 54 | 31 | +23  |
| 6    | Tourbostroïtel Kalouga   | 37  | 34 | 15 | 7  | 12 | 36 | 31 | +5   |
| 7    | Iskra Smolensk           | 37  | 34 | 15 | 7  | 12 | 40 | 33 | +7   |
| 8    | Zénith Penza             | 36  | 34 | 12 | 12 | 10 | 41 | 45 | -4   |
| 9    | Tekstilchtchik Icheïevka | 33  | 34 | 11 | 11 | 12 | 27 | 30 | -3   |
| 10   | Zavoljié Engels P        | 32  | 34 | 13 | 6  | 15 | 37 | 39 | -2   |
| 11   | Khimik Dzerjinsk         | 29  | 34 | 12 | 5  | 17 | 42 | 54 | -12  |
| 12   | Torpedo Pavlovo          | 29  | 34 | 11 | 7  | 16 | 31 | 46 | -15  |
| 13   | Metallourg Stary Oskol P | 28  | 34 | 10 | 8  | 16 | 27 | 49 | -22  |
| 14   | Khimik Ouvarovo P        | 27  | 34 | 11 | 5  | 18 | 44 | 53 | -9   |
| 15   | Dinamo Briansk           | 27  | 34 | 11 | 5  | 18 | 37 | 49 | -12  |
| 16   | Spartak Tambov           | 25  | 34 | 9  | 7  | 18 | 38 | 51 | -13  |
| 17   | FK Orel                  | 21  | 34 | 7  | 7  | 20 | 28 | 54 | -26  |
| 18   | Don Novomoskovsk P       | 18  | 34 | 5  | 8  | 21 | 36 | 75 | -39  |

Relégation en quatrième division
- 4e à 18e : relégation

Abréviations
- P : Promu de quatrième division

### Zone 4

#### Participants
Légende des couleurs
- Promu de quatrième division

| Club                       | D3 depuis | Classement 1992  |
| -------------------------- | --------- | ---------------- |
| Spartak-d Moscou           | 1992      | 1 (zone 3)       |
| Torpedo-MKB Mytichtchi     | 1992      | 4 (zone 3)       |
| Titan Reoutov              | 1992      | 6 (zone 3)       |
| Dynamo-d Moscou            | 1992      | 7 (zone 3)       |
| Oka Kolomna                | 1992      | 8 (zone 3)       |
| Viktor-Avangard Kolomna    | 1992      | 9 (zone 3)       |
| Torgmach Lioubertsy        | 1992      | 10 (zone 3)      |
| CSKA-d Moscou              | 1992      | 11 (zone 3)      |
| Torpedo-d Moscou           | 1992      | 12 (zone 3)      |
| CSKA-2 Moscou              | 1992      | 13 (zone 3)      |
| Saturn Ramenskoïe          | 1992      | 14 (zone 3)      |
| Trasko Moscou              | 1992      | 15 (zone 3)      |
| Dynamo-2 Moscou            | 1992      | 17 (zone 3)      |
| Mosenergo Moscou           | 1992      | 18 (zone 3)      |
| Lokomotiv-d Moscou         | 1992      | 19 (zone 3)      |
| FK Obninsk                 | 1993      | 1 (D4, zone 7 B) |
| Spartak Chtchiolkovo       | 1993      | 2 (D4, zone 7 A) |
| Kosmos-Kvest Dogolproudny  | 1993      | 4 (D4, zone 7 A) |
| Asmaral-d Moscou           | 1993      | Fondation        |
| Rekord Aleksandrov         | 1993      | Fondation        |
| SUO Moscou                 | 1993      | Fondation        |
| Viktor-Guigant Voskresensk | 1993      | Fondation        |

#### Classement
| Rang | Équipe                       | Pts | J  | G  | N  | P  | Bp  | Bc  | Diff |
| ---- | ---------------------------- | --- | -- | -- | -- | -- | --- | --- | ---- |
| 1    | Torpedo-MKB Mytichtchi       | 65  | 42 | 25 | 15 | 2  | 58  | 9   | +49  |
| 2    | Viktor-Avangard Kolomna      | 64  | 42 | 30 | 4  | 8  | 86  | 32  | +54  |
| 3    | Spartak-d Moscou             | 62  | 42 | 28 | 6  | 8  | 116 | 47  | +69  |
| 4    | FK Obninsk P                 | 62  | 42 | 27 | 8  | 7  | 89  | 45  | +44  |
| 5    | Spartak Chtchiolkovo P       | 56  | 42 | 23 | 10 | 9  | 73  | 51  | +22  |
| 6    | Torgmach Lioubertsy          | 54  | 42 | 23 | 8  | 11 | 60  | 40  | +20  |
| 7    | CSKA-d Moscou                | 53  | 42 | 23 | 7  | 12 | 95  | 58  | +37  |
| 8    | Viktor-Guigant Voskresensk P | 51  | 42 | 21 | 9  | 12 | 78  | 49  | +29  |
| 9    | Mosenergo Moscou             | 44  | 42 | 17 | 10 | 15 | 52  | 47  | +5   |
| 10   | Torpedo-d Moscou             | 43  | 42 | 15 | 13 | 14 | 53  | 43  | +10  |
| 11   | Dynamo-d Moscou              | 41  | 42 | 16 | 9  | 17 | 89  | 80  | +9   |
| 12   | Oka Kolomna                  | 38  | 42 | 16 | 6  | 20 | 53  | 61  | -8   |
| 13   | Dynamo-2 Moscou              | 38  | 42 | 16 | 6  | 20 | 64  | 71  | -7   |
| 14   | Saturn Ramenskoïe            | 38  | 42 | 15 | 8  | 19 | 44  | 54  | -10  |
| 15   | CSKA-2 Moscou                | 33  | 42 | 12 | 9  | 21 | 64  | 83  | -19  |
| 16   | Trasko Moscou                | 33  | 42 | 10 | 13 | 19 | 61  | 77  | -16  |
| 17   | Kosmos-Kvest Dogolproudny P  | 32  | 42 | 12 | 8  | 22 | 49  | 79  | -30  |
| 18   | Asmaral-d Moscou P           | 26  | 42 | 10 | 6  | 26 | 38  | 77  | -39  |
| 19   | Titan Reoutov                | 26  | 42 | 7  | 12 | 23 | 45  | 87  | -42  |
| 20   | Rekord Aleksandrov P         | 25  | 42 | 10 | 5  | 27 | 37  | 76  | -39  |
| 21   | SUO Moscou P                 | 23  | 42 | 9  | 5  | 28 | 43  | 96  | -53  |
| 22   | Lokomotiv-d Moscou           | 15  | 42 | 6  | 3  | 33 | 42  | 131 | -89  |

Relégation en quatrième division
- 3e et 5e à 22e : relégation
- 1er : rétrogradation

Abréviations
- P : Promu de quatrième division

1. ↑  Le Torpedo-MKB Mytichtchi se retire de la compétition à l'issue de la saison.
2. ↑  En tant qu'équipe réserve, la réserve du Spartak Moscou est reléguée en quatrième division à l'issue de la saison.

### Zone 5

#### Participants
Légende des couleurs
- Relégué de deuxième division
- Promu de quatrième division

| Club                              | D3 depuis | Classement 1992  |
| --------------------------------- | --------- | ---------------- |
| Prometeï-Dinamo Saint-Pétersbourg | 1993      | 17 (D2, Ouest)   |
| Trion-Volga Tver                  | 1993      | 18 (D2, Ouest)   |
| Machinostroïtel Pskov             | 1992      | 3 (zone 4)       |
| Lokomotiv Saint-Pétersbourg       | 1992      | 6 (zone 4)       |
| FK Gatchina                       | 1992      | 7 (zone 4)       |
| Vympel Rybinsk                    | 1992      | 8 (zone 4)       |
| Boulat Tcherepovets               | 1992      | 9 (zone 4)       |
| Progress Tcherniakhovsk           | 1992      | 10 (zone 4)      |
| Kosmos-Kirovets Saint-Pétersbourg | 1992      | 14 (zone 4)      |
| Spoutnik Kimry                    | 1992      | 15 (zone 4)      |
| Spartak Kostroma                  | 1992      | 17 (zone 4)      |
| Erzi Petrozavodsk                 | 1992      | 18 (zone 4)      |
| Volotchanine Vychni Volotchek     | 1992      | 20 (zone 4)      |
| Kraneks Ivanovo                   | 1993      | 5 (D4, Zone 7 A) |
| Spartak-Arktikbank Arkhangelsk    | 1993      | Fondation        |
| Vest Kaliningrad                  | 1993      | Fondation        |
| Zénith-2 Saint-Pétersbourg        | 1993      | Fondation        |

#### Classement
| Rang | Équipe                              | Pts | J  | G  | N | P  | Bp | Bc | Diff |
| ---- | ----------------------------------- | --- | -- | -- | - | -- | -- | -- | ---- |
| 1    | Vympel Rybinsk                      | 47  | 30 | 21 | 5 | 4  | 52 | 20 | +32  |
| 2    | Erzi Petrozavodsk                   | 44  | 30 | 19 | 6 | 5  | 49 | 22 | +27  |
| 3    | Lokomotiv Saint-Pétersbourg         | 42  | 30 | 19 | 4 | 7  | 47 | 28 | +19  |
| 4    | Trion-Volga Tver R                  | 40  | 30 | 17 | 6 | 7  | 56 | 26 | +30  |
| 5    | Machinostroïtel Pskov               | 39  | 30 | 15 | 9 | 6  | 47 | 26 | +21  |
| 6    | Boulat Tcherepovets                 | 38  | 30 | 16 | 6 | 8  | 39 | 17 | +22  |
| 7    | Zénith-2 Saint-Pétersbourg P        | 33  | 30 | 12 | 9 | 9  | 46 | 31 | +15  |
| 8    | Progress Tcherniakhovsk             | 31  | 30 | 13 | 5 | 12 | 33 | 28 | +5   |
| 9    | FK Gatchina                         | 31  | 30 | 11 | 9 | 10 | 37 | 24 | +13  |
| 10   | Prometeï-Dinamo Saint-Pétersbourg R | 26  | 30 | 11 | 4 | 15 | 27 | 41 | -14  |
| 11   | Kraneks Ivanovo P                   | 26  | 30 | 9  | 8 | 13 | 32 | 39 | -7   |
| 12   | Vest Kaliningrad P                  | 25  | 30 | 11 | 3 | 16 | 24 | 31 | -7   |
| 13   | Spartak Kostroma                    | 21  | 30 | 9  | 3 | 18 | 30 | 40 | -10  |
| 14   | Volotchanine Vychni Volotchek       | 19  | 30 | 9  | 1 | 20 | 38 | 55 | -17  |
| 15   | Spartak-Arktikbank Arkhangelsk P    | 12  | 30 | 3  | 6 | 21 | 18 | 81 | -63  |
| 16   | Kosmos-Kirovets Saint-Pétersbourg   | 6   | 30 | 2  | 2 | 26 | 11 | 77 | -66  |
| 17   | Spoutnik Kimry                      | 0   | 0  | 0  | 0 | 0  | 0  | 0  | 0    |

Relégation en quatrième division
- 5e à 16e : relégation
- 17e : abandon

Abréviations
- P : Promu de quatrième division
- R : Relégué de deuxième division

1. ↑  Le Spoutnik Kimry se retire de la compétition à l'issue de la huitième journée. L'intégralité de ses résultats sont annulés.

### Zone 6

#### Participants
Légende des couleurs
- Relégué de deuxième division
- Promu de quatrième division

| Club                               | D3 depuis | Classement 1992 |
| ---------------------------------- | --------- | --------------- |
| KDS Samraou Oufa                   | 1993      | 17 (D2, Centre) |
| Viatka Kirov                       | 1993      | 18 (D2, Centre) |
| Devon Oktiabrski                   | 1992      | 3 (zone 5)      |
| Sibir Kourgan                      | 1992      | 5 (zone 5)      |
| Gorniak Katchkanar                 | 1992      | 6 (zone 5)      |
| Metallourg Novotroïtsk             | 1992      | 7 (zone 5)      |
| Azamat Tcheboksary                 | 1992      | 8 (zone 5)      |
| Zaria Krotovka                     | 1992      | 9 (zone 5)      |
| Kamazavtotsentr Naberejnye Tchelny | 1992      | 10 (zone 5)     |
| Elektron Viatskie Poliany          | 1992      | 12 (zone 5)     |
| Energia Tchaïkovski                | 1992      | 13 (zone 5)     |
| Sodovik Sterlitamak                | 1992      | 14 (zone 5)     |
| Torpedo Ijevsk                     | 1992      | 15 (zone 5)     |
| Gazovik Orenbourg                  | 1992      | 17 (zone 5)     |
| Metiznik Magnitogorsk              | 1993      | 1 (D4, zone 3)  |
| Ouralelektromed Verkhniaïa Pychma  | 1993      | 2 (D4, zone 3)  |
| Kamaz-d Naberejnye Tchelny         | 1993      | Fondation       |
| Volga Balakovo                     | 1993      | Inscription     |
| Dinamo Perm                        | 1993      | Inscription     |
| Elektron Almetievsk                | 1993      | Inscription     |
| Progress Zelenodolsk               | 1993      | Inscription     |
| SKD Samara                         | 1993      | Inscription     |

#### Classement
| Rang | Équipe                              | Pts | J  | G  | N  | P  | Bp | Bc  | Diff |
| ---- | ----------------------------------- | --- | -- | -- | -- | -- | -- | --- | ---- |
| 1    | Devon Oktiabrski                    | 66  | 42 | 28 | 10 | 4  | 84 | 22  | +62  |
| 2    | Metallourg Novotroïtsk              | 62  | 42 | 27 | 8  | 7  | 47 | 32  | +15  |
| 3    | Viatka Kirov R                      | 60  | 42 | 29 | 2  | 11 | 87 | 30  | +57  |
| 4    | Metiznik Magnitogorsk P             | 59  | 42 | 26 | 7  | 9  | 69 | 27  | +42  |
| 5    | Kamazavtotsentr Naberejnye Tchelny  | 55  | 42 | 25 | 5  | 12 | 78 | 36  | +42  |
| 6    | KDS Samraou Oufa R                  | 55  | 42 | 23 | 9  | 10 | 74 | 51  | +23  |
| 7    | Gorniak Katchkanar                  | 53  | 42 | 23 | 7  | 12 | 95 | 47  | +48  |
| 8    | SKD Samara P                        | 53  | 42 | 23 | 7  | 12 | 73 | 48  | +25  |
| 9    | Zaria Krotovka                      | 51  | 42 | 23 | 5  | 14 | 91 | 52  | +39  |
| 10   | Sodovik Sterlitamak                 | 49  | 42 | 21 | 7  | 14 | 70 | 54  | +16  |
| 11   | Elektron Viatskie Poliany           | 45  | 42 | 18 | 9  | 15 | 46 | 51  | -5   |
| 12   | Sibir Kourgan                       | 44  | 42 | 16 | 12 | 14 | 57 | 49  | +8   |
| 13   | Azamat Tcheboksary                  | 40  | 42 | 17 | 6  | 19 | 67 | 57  | +10  |
| 14   | Progress Zelenodolsk P              | 39  | 42 | 16 | 7  | 19 | 58 | 58  | 0    |
| 15   | Energia Tchaïkovski                 | 38  | 42 | 16 | 6  | 20 | 49 | 52  | -3   |
| 16   | Ouralelektromed Verkhniaïa Pychma P | 32  | 42 | 12 | 8  | 22 | 60 | 63  | -3   |
| 17   | Kamaz-d Naberejnye Tchelny P        | 31  | 42 | 13 | 5  | 24 | 43 | 107 | -64  |
| 18   | Gazovik Orenbourg                   | 31  | 42 | 12 | 7  | 23 | 43 | 74  | -31  |
| 19   | Dinamo Perm P                       | 22  | 42 | 8  | 6  | 28 | 47 | 91  | -44  |
| 20   | Volga Balakovo P                    | 16  | 42 | 6  | 4  | 32 | 33 | 112 | -79  |
| 21   | Torpedo Ijevsk                      | 15  | 42 | 6  | 3  | 33 | 42 | 126 | -84  |
| 22   | Elektron Almetievsk P               | 8   | 42 | 3  | 2  | 37 | 17 | 137 | -120 |

Relégation en quatrième division
- 4e à 22e : relégation

Abréviations
- R : Relégué de deuxième division
- P : Promu de quatrième division

### Zone 7

#### Participants
Légende des couleurs
- Relégué de deuxième division
- Promu de quatrième division

| Club                         | D3 depuis | Classement 1992 |
| ---------------------------- | --------- | --------------- |
| Amour Blagovechtchensk       | 1993      | 15 (D2, Est)    |
| Amour Komsomolsk-sur-l'Amour | 1993      | 16 (D2, Est)    |
| Angara Angarsk               | 1992      | 3 (zone 6)      |
| Torpedo Roubtsovsk           | 1992      | 4 (zone 6)      |
| Dinamo Kemerovo              | 1992      | 5 (zone 6)      |
| Agan Radoujny                | 1992      | 6 (zone 6)      |
| Chaktior Artiom              | 1992      | 7 (zone 6)      |
| Gorniak Gramoteïno           | 1992      | 8 (zone 6)      |
| Politekhnik-92 Barnaoul      | 1992      | 10 (zone 6)     |
| Chakhtior Kisseliovsk        | 1993      | 3 (D4, zone 2)  |
| Lokomotiv Oussouriisk        | 1993      | 4 (D4, zone 1)  |
| Okean-d Nakhodka             | 1993      | Fondation       |
| Dinamo Omsk                  | 1993      | Refondation     |

#### Classement
| Rang | Équipe                         | Pts | J  | G  | N  | P  | Bp | Bc | Diff |
| ---- | ------------------------------ | --- | -- | -- | -- | -- | -- | -- | ---- |
| 1    | Angara Angarsk                 | 35  | 24 | 14 | 7  | 3  | 40 | 20 | +20  |
| 2    | Torpedo Roubtsovsk             | 33  | 24 | 15 | 3  | 6  | 45 | 22 | +23  |
| 3    | Politekhnik-92 Barnaoul        | 27  | 24 | 11 | 5  | 8  | 31 | 24 | +7   |
| 4    | Dinamo Kemerovo                | 27  | 24 | 10 | 7  | 7  | 29 | 19 | +10  |
| 5    | Gorniak Gramoteïno             | 27  | 24 | 8  | 11 | 5  | 29 | 22 | +7   |
| 6    | Chaktior Artiom                | 26  | 24 | 10 | 6  | 8  | 37 | 29 | +8   |
| 7    | Dinamo Omsk P                  | 25  | 24 | 8  | 9  | 7  | 24 | 25 | -1   |
| 8    | Chakhtior Kisseliovsk P        | 23  | 24 | 9  | 5  | 10 | 29 | 23 | +6   |
| 9    | Okean-d Nakhodka P             | 22  | 24 | 8  | 6  | 10 | 25 | 33 | -8   |
| 10   | Agan Radoujny                  | 20  | 24 | 5  | 10 | 9  | 15 | 25 | -10  |
| 11   | Lokomotiv Oussouriisk P        | 19  | 24 | 7  | 5  | 12 | 24 | 37 | -13  |
| 12   | Amour Blagovechtchensk R       | 17  | 24 | 5  | 7  | 12 | 28 | 47 | -19  |
| 13   | Amour Komsomolsk-sur-l'Amour R | 11  | 24 | 4  | 3  | 17 | 19 | 49 | -30  |

Relégation en quatrième division
- 4e à 6e, 9e et 11e : rétrogradation

Abréviations
- P : Promu de quatrième division
- R : Relégué de deuxième division

1. 1 2 3 4 5  Le Dinamo Kemerovo, le Gorniak Gramoteïno, le Chaktior Artiom, l'équipe réserve de l'Okean Nakhodka et le Lokomotiv Oussouriisk se retirent de toutes compétitions nationales pour la saison 1994.